# Morad Zemouri
Morad Zemouri (ar. مراد زموري ;ur. 3 marca 1993) – katarski judoka. Olimpijczyk z Rio de Janeiro 2016, gdzie zajął siedemnaste miejsce w wadze lekkiej.
Uczestnik mistrzostw świata w 2019. Startował w Pucharze Świata w 2015 i 2016 roku. 

## Letnie Igrzyska Olimpijskie 2016
| Konkurencja | Eliminacje               | Klas. końcowa |
| Konkurencja | Przeciwnik I             | Miejsce       |
| ----------- | ------------------------ | ------------- |
| 73 kg       | Dirk Van Tichelt (BEL) P | 17.           |